# غوثمان دي الفراتشيه
غوثمان دي الفراتشيه (الإسبانية: Guzmán de Alfarache) هي رواية شطارية كتبها ماثيو أليمان ونشرت في جزأين: الجزء الأول في مدريد عام 1599 بعنوان «الجزء الأول لغوثمان دي الفراتشية»، والجزء الثاني في لشبونة عام 1604 بعنوان «الجزء الثاني لحياة غوثمان دي الفراتشية، رقيب على حياة الإنسان». تحكي الرواية بأسلوب السرد الذاتي مغامرات شاب صعلوك حين يصل سن الرشد. لهذا السبب تحوي الرواية أجزاء متماثلة من مغامرات شطارية وتعليقات الراوي على الأخلاق السائدة، حيث يستبعد ويستنكر حياته الماضية. وكما تشير مقدمة الكتاب فإن رواية غوثمان دي الفراتشيه تقدم موعظة للفئة الآثمة في المجتمع، وهو ما فهمه معاصروها، فهي تجمع ما بين الرواية الترفيهية والخطاب الأخلاقي.
حققت الرواية شعبية كبيرة في ذلك الوقت، وطبعت عشرات النسخ في القرن السابع عشر، وتُرجمت مبكراً إلى لغات عدة منها الفرنسية والألمانية والإنجليزية والإيطالية وحتى اللاتينية، واستمر انتحال العديد من النسخ، وقبل أن يتم نشر الجزء الثاني ظهر جزء ثان منها نُسب إلى الشاعر خوان مارتي، تحت اسم مستعار وهو ماثيو لوكسان دي سايابيدرا، والتي نشرت في فالنسية على يد الناسخ خوان فيليبي مي عام 1602. ووجدت محاولات لتقليدها مثل الغيتون هونوفري عام 1604 لغريغوريو غونزاليز، كما هو موثق.

## الجنس الأدبي
الصفات المستعملة تدرجها تحت جنس الرواية الشطارية، وكثير من الصفات مأخوذة من لاثريو دي تورميس. وهو ما يحدث مع البطل ذي الشخصية ذي عائلة يلحقها الخزي والعار، يهجر منزله لخدمة العديد من الأسياد في ترحال يعد جزءا أساسيا في حبكة الرواية.
منذ سن الرشد وهو يروي سيرته بأثر رجعي لتبرير اللحظة الحاضرة (الحكم عليه بالأعمال الشاقة). ومع ذلك، نجد اختلافات دقيقة مع لاثريو دي تورميس، فكاتب لاثريو وصل إلى حد السخرية من “قمة الثراء الفاحش” في دوره كواعظ، أما غوثمان تأمل في حياته الماضية والعالم الذي يعيش فيه فوجده «قمة في البؤس والفقر» (Gozmàn, II, III, 8) وهي بالنسبة له (نظرة في الحياة الإنسانية) كمثال على ما لا ينبغي أن تكون عليه الحياة المسيحية. وبهذه الطريقة تُصوّر الرواية «كاعتراف عام» (II, I, 1) فمهما سيطر الإثم على الرجال فإن باب التوبة مفتوح دائماً، وهو السلوك الذي انتهجه الكاتب في نهاية الرواية. والرواية أكثر من اعتراف شخصي؛ فهي تشخيص لحالة المجتمع الأسباني لمرحلة ما بعد مجمع ترنت، وتشخيص للفساد الذي كان فيه، وكيف سيطرت إمبراطورية الخديعة على العالم، وإلى حد ما هو اعتراض على الوضع الراهن بغرض الإصلاح. وبالنظر إليها نظرة معاصرة للأحداث، تعدّ رواية غوثمان هجاء أخلاقي يضع مثالاً على ما لا يجب أن يستمر وهي رواية تجد جذورها في الأدب التعليمي الذي يجمع بين الترفيه والفائدة.

## التركيب اللغوي
في ما يخص الناحية البنيوية، يبدو التحول واضحا لدى غوثمان في الفصل الأخير من الكتاب، حيث يحاول التقريب بين عرضه السردي وعرضه الأخلاقي للقصة ليصهرها في قالب واحد، كذلك الحال عندما يقارب بين شخصيّتَي غوثمان الصغير- الشاطر وغوثمان الفيلسوف الأخلاقي، ويظهر ذلك في السطور التالية من الرواية:
«لقد خرجت بنفسي من كل هذه النكبات، وقد بدأت أرى النور من أولئك الذين يتبعون الفضيلة... من هنا بدأتُ تأملاتي فاتركني لنفسي ليلة واحدة: انظر هنا يا غوثمان، تلك هي قمة جبل المآسي، هنا كنتَ قد ركبتَ شهوتك الحمقاء، أنت الآن في الأعلى، متأهبٌ للقفز والغوص في أعماق الجحيم، أو للمضيّ نحو النعيم، رافعاً يدك للأعلى، حتى تكاد تلامس السماء... أدِرْ عينك ثانية يا غوثمان، حتى وإن ذرفت ذنوبك كلها هنا، ينبغي عليك أن تحمل الآلام والجراح كأنك تحمل الفاكهة يا غوثمان... على هذا الكلام وما أتى من بعده أمضيتُ ساعات من الليل، لم أدّخر دمعة واحدة بها، ولكني غفيتُ طويلا، وحين صحوتُ وجدتني إنسانا آخر، لم أكن أنا، ولا ذلك القلب هو قلبي العجوز الذي كان معي».
عدا عن الطريقة المريبة التي انتهى بها الكتاب، توجد عناصر أخرى تثير الشك في مصداقية هذا التحوّل، والواضح أنه منذ هذه المشاهد وما بعدها فإن جميع مغامرات غوثمان تظهره بصورة المفعول وليس الفاعل، وأنه كان يساهم في كشف الجرائم الأخرى. على كل حال لقد مات الشاطر، وماتت قصته معه، ومع أنه كان من المنتظر أن يصدر جزء ثالث، إلا أنه وإن وجد بالفعل فإنه لم يصلنا إطلاقا، ويبقى وجود احتمالين لهذا الجزء المفقود: أولهما فكرة السقوط من جديد لمجاراة التقدم في عجلة التاريخ (السقوط ومقاصد التعديل، والمزيد من الشرح الأخلاقي للمؤلف الذي يضع كل حادثة كمثال ويستشهد بحادثة ضدها)، والتفسير الثاني هو التحول في سِيَر القديسين (حيث كتب المؤلف سيرة سان أنتونيو دي بادوا) مستخدما شخصية غوثمان المفتدى والرجل المبهج.
وقد انتشر الجدل على نطاق واسع حول الثنائية المتناقضة في شخصية غوثمان الراشد- الأخلاقي، وغوثمان الشاطر الذي واجه حياة الإهمال والمتاعب، كذلك الجدل حول تناقض الضمير في شخصية الكاتب نفسه، ويذكر أن الاستطراد في هذا الأمر في القرن السابع عشر والذي كان يعتمد على الوقائع الأخلاقية لم يترك عائقا أمام متعة القراءة في أوروبا كلها، حيث أنّ الكمّ الهائل من النسخ التي احتوت هذه الرواية أعطتها مصداقية عالية. لكن ذلك لم يدم حتى القرن الثامن عشر، حيث بدأت الرواية باعتماد الشخصية المحصورة على الإبداع الخيالي، ونشر ليساغيه Lesage (روائي فرنسي) ترجمة للرواية إلى الفرنسية عام 1732 أسماها «سقوط القيم الأخلاقية غير الضرورية» وظل هذا المعيار الأخلاقي حتى أواسط القرن العشرين حيث عاد غوثمان للظهور بشكله الأصلي.
تجعل هذه القصص المختصرة الكتاب – كما بيّن ماتيو أليمان - مزيجا فريدا من المواد السردية والتعليمية، فهي لا تقتصر على سرد حكايات وسِيَر الشّطار، إنما تمزج بها العديد من الحكايات الشعبية والقصص والخرافات والنصائح التي أشار إليها في مقدمة كتابه عندما وجَّه خطابه للقارئ الفطن: «اقرأ كما لو كنتَ تقرأ نفسك، ولا تهزأ من النصيحة حتى لا تفوتك». واحتوتْ أيضاً على تضمينات من الرواية الموريسكية (حكاية أوزمين وداراخا) والتي تصَنّف من الأدب التعليمي، وفيها نجد عتابات أخلاقية تشتمل على جميع أشكال الاستطرادات النقدية والساخرة والأخلاقية التي تراوحت من جنس الخطابة المقدّسة إلى مرحلة إصدار الأحكام.
يبدو بارزا من أسلوب الخطاب التمهيدي التوجّه لاستخدام ضمير المخاطَب (أنت)، الموجَّه لقارئ النص التعليمي، ولكنّه مع ذلك يضعه شريكا للشاطر في مغامراته التي تلازمه طيلة أحداث الرواية، والتي بدورها تسهم في الغرض التعليمي بطريقة أو بأخرى. وهو يجعل من القارئ شخصا فضوليا على خط سير الأحداث، ويخاطبه بما يتناسب وأحداث الرواية: «إنني أحذرك، عليك أن تتحلّى بالصبر وإلا فاتركني الآن»، «سترجوني أن أعظك، ولكن، أيّ أبلهٍ سيشفيه طبيب مريض!».
في بعض الأحيان فإن استخدام ضمير المخاطَب يعمل على إبراز ازدواجية صوت الراوي الذي يتحدث إلى نفسه عن طريق المناجاة واستجواب النفس، ففي هذه الحال ليس هناك فرق بين الضميرين (أنا) و (أنت) اللذين يقومان بالمهمّة نفسها.

## الأسلوب
يتكون أسلوب غوثمان دي الفارتشيه من نسيج متماسك من المفردات والمحسنات البديعية والنماذج النصية، ويرافقها العديد من الصور المتنوعة المطروحة في البلاغة الكلاسيكية المعروضة. ومن الممكن تمييز العديد من المواعظ الموجودة في الكتاب الأخلاقي، حيث تشابهت في نقاشها المحكم الصارم مع خطاب الطقوس الباروكية. وحتى في استخدام الكلمات العامية في حوار المراهق الطائش الصغير غوثمان -ليس فقط في الحوار- كان الأسلوب بسيطاً ومباشراً ومماثلاً تماماً للراوي غوثمان ثم نجده يباشر تدوين قصة يسرد فيها حياته.
يتفرد أسلوبه بتعدد الأشكال، متناغماً مع كل سياق ومكان وشخوص. وهو مزود أيضاً بالعديد من العناصر التي شكّلت هذا العمل المختلط. وظّف ماتيو أليمان خلال النصف الأول من القرن السادس عشر في بعض المناسبات الاستخدام الصادق للغة الثناء مادحا الايراسموسيين، واستخدم في مناسبات أخرى الثناء المبالغ.
بدون شك، من خلال نظم الشعر السردي، والهدف من توظيف فلسفة أخلاقية وإدارة المحسنات البديعية ببراعة، فهو يعتبر أكثر مؤلف إسباني - بين معاصريه – قد أثار إعجاب بالتسار غراثيان، وأحد المؤلفين الذين استخلص منهم أكبر كمية من الأمثلة في أطروحته «الفطنة في الفن والعبقرية»، على الرغم من عدم كونه شاعراً، إلّا أنه أتقن توظيف الجناس والحوار والزيوغما أو الكالامبور (تلاعب جناسي بالألفاظ). في هذا السياق، فغوثمان هو السابق إلى النثر الباروكي أكثر بكثير من دون كيخوتي. ولا يستغرب أن يستحضره كيفيدو حين ألّف كتابه حياة الصعلوك عام 1604.

## النُسَخ

### نُسخ قديمة
كُتب الجزء الأول من غوثمان دي الفاراتشية سنه 1597 (سُجّل نجاح النسخة الأولى في كانون الأول سنه 1598) ولكن توجب على ماتيو أليمان أن ينتظر قرابه سنتين حتى يرى روايته الأولى منشورة بسبب ازدحام الصحافة بمراثي الملك فيليب الثاني.
توجد ثلاث نسخ قديمة مدققة ومراقبة بشكل مستمر من قبل المؤلف، وتم التعرف عليها من خلال نقش صورة ماتيو أليمان الذي كان يحتفظ به في مسندين: خشب ونحاس. النسخة الأولى يكون النقش من نحاس، وفي النسختين الثانية والثالثة من خشب. وحسب ما جاء في مقدمه خوسيه ماريا ميكو لنسخته في مدريد (كاتيدرا، 1987) فإن النسخ هي:
- مدريد، باريث ده كاسترو، 1599. النسخة الأولى، المعروفة لدراسة النقد النصي بالنسخة أ.
- مدريد، خوان انبيجويث ده ليكريكا، 1600. نسخة ب.
- إشبيلية، خوان ده ليون، 1602. نسخة ج.

ويضاف إلى هذه النسخ الثلاثة أخرى ذات بيانات نشر مزورة، والسبب في هذا يعود لسماح ماتيو أليمان بإصدار نسخة أُخرى فاسدة لتحقيق مكسب مادي يخفف من ديونه، وهي أرباحٌ أنكرتها القرصنة الكبيرة لكتابه. نتكلم هنا عن نسخة مدريد 1601 (نسخه م). كل هذا يدعو للتفكير بأن كل ما طُبع بسرعة قد يعتبر نصاً مزوراً. وقد سبقت أليمان التصحيحات التي أجراها أليمان على نسخه إشبيليه 1602, التي تثبت أن مسؤولية تصحيح ومراقبة النص تقع على عاتق المؤلف نفسه. وقد نسبت النسخة الفاسدة إلى تاجر الكتب خوان ماترينيث وصاحب المطبعة فرانثيسكو سانشيز اللذين يعملان في الحقيقة لدى ميغيل ماترينيث وفرانثيسكو لوبيث، وهما تاجرا كتب معروفان، وينشران عادة هذا النوع من النسخ المقرصنة في السوق.
وقد بدأ هذا النوع من النسخ المطبوعة بالظهور على هامش الامتياز الممتد للنسخة المدريديه الأولى لباريث دي كاسترو. وفي تلك السنة ظهر في برشلونة نسخه لسباستيان دي كورميّاس، ونسختان لغابريل غرايّس وخيرلادو دوتيل، وفي سرقسطه نسخه أُخرى لتاجر الكتب خوان بيريث دي بالديبيسّو. وعلى خلاف المكاسب الشرعية المتفاوتة للنسخ السابق ذكرها، فإن جميع النسخ تدرج كلمه «شاطر» لتصف بطل الرواية، وجميعها تحت عنوان الجزء الأول من حياه الشاطر غوثمان دي الفاراتشية. ومع مرور الوقت ستدوم هذه الرواية وستخلد الصفة الإسمية لكلمة «شاطر» (كلمه تتحول في الرواية من صفه إلى اسم لتميز بطل الرواية الموصوف بها، فالصفة «شاطر» استخدمت في الرواية كاسم بدلاً من صفه) وفي قائمة الكتب الحديثة ستنسب بشكل خاطئ حتى إلى النسخ غير المزيفة. وفي سنه 1600 ظهرت وبشكل أكبر نسخ احتيالية حديثة شهدت نجاحاً تحريرياً لامعاً.
وترصد النسخة الأولى من الجزء الثاني من حياة غوثمان دي الفاراتشية حياة البشر. أُصدرت في لشبونة في مطبعة بيدرو كراسبيك عام 1600. وأفاد بينيتو برانكافورته أنها نسخة "تحتوي كثيراً من الأخطاء المطبعية وكلمات أو تعابير أدخلت إلى القشتالية من البرتغالية. تبع هذه النسخة بفترة قصيرة نسخة فالنسيا، بمصداقية نص عالية، أصدرها صاحب المطبعة بيدرو مي سنة 1605.

### نسخ حديثة
- Francisco Rico, Barcelona, Planeta, 1987. ISBN 978-84-320-3886-0.
- José María Micó, Madrid, Cátedra, 1987. ISBN 978-84-376-0708-5. وتم صياغتها بناءً على النسخ الثلاثة التي راجعها المؤلف الأصلي.

### نسخ رقمية
- Primera parte de Guzmán de Alfarache, edición en pdf a partir de la de Rosa Navarro Durán, Novela picaresca, Tomo I, Madrid, Fundación José Antonio de Castro (Biblioteca Castro), 2004, págs. 55-346. Enlace al PDF de la Primera parte. (226 Kb, solo lectura).
- Segunda Parte de Guzmán de Alfarache, ed. en pdf a partir de la ed. cit. supra, págs. 347-717. Enlace al PDF de la Segunda parte. (193 Kb, solo lectura).
- Vida y hechos del pícaro Guzmán de Alfarache: atalaya de la vida humana, Amberes, Jerónimo Verdussen, 1681. Edición conjunta de las dos partes ilustrada con grabados de Gaspar Bouttats. Reproducción digital realizada por la Biblioteca Virtual de Andalucía. OCLC 181678776